# 눈전갱이
눈전갱이(학명:Trachurops torvus) 전갱이목 전갱이과에 속하는 물고기이다. 몸길이는 50cm로서 중형물고기에 속한다.

## 특징과 먹이
눈전갱이는 매우 큰눈을 가지고 있으며 눈의 지름은 입보다 짧고 두눈 사이가 길다는 특징이 있다. 또한 몸의 높이는 나비의 1.5배이며 양턱에는 작고 날카로운 이빨들이 줄지어 나 있다. 등지느러미는 2개이며 지느러미는 대부분 투명한 색을 띄지만 꼬리지느러미는 검은색을 띄고 있으며 옆줄에는 노란색의 띠가 같이 나 있다. 옆줄을 기점으로 몸의 등쪽은 푸른색을 띄며 배쪽은 은색을 띄게 된다. 먹이로는 멸치, 청어, 정어리와 같은 작은물고기들과 요각류, 갑각류를 주로 잡아먹는 육식성물고기에 속한다.

## 서식지와 어획
눈전갱이의 주요한 서식지는 서부 태평양과 인도양이며 대한민국 남부, 일본, 중국, 타이완, 필리핀, 말레이제도에서 동아프리카까지 매우 광범위하게 서식하고 있다. 수심 10~130m의 연안에서 주로 서식하는 표해수대의 어류이다. 눈전갱이는 식용으로도 사용이 되는 어종으로 주로 회, 무침, 구이, 매운탕으로 가장 많이 먹는다.

## 같이 보기
- 전갱이목
- 전갱이과